# Viktor Galičič
Viktor Galičič, slovenski partizan in politik, * 26. februar 1923, Hotovlja pri Poljanah nad Škofjo Loko, † 5. junij 1986, Žiri.

## Življenje in funkcije
Viktor Galičič se je rodil pri Presečniku kot šesti od osmih otrok v družini. Osnovno šolo je končal v Poljanah, vpisal se je na Strokovno nadaljevalno šolo na Trati v Gorenji vasi ter se izpopolnjeval pri čevljarskem mojstru Jožetu Perku v Poljanah. Šele po vojni je leta 1955 opravil strokovni izpit za čevljarja, leta 1961 pa še izpit za visoko kvalificiranega delavca – obrtnega mojstra.
Junija 1941 je bil ob prisotnosti Staneta Žagarja sprejet v SKOJ. V partizanih je bil  skupaj z dvema bratoma vse od poljanske vstaje 22. 12. 1941. V dražgoški bitki je dobil hude ozebline na nogah in bil dalj časa na zdravljenju. Potem so ga dodelili Oblastnem komiteju za Gorenjsko, leta 1943 kot kurirja okrajnemu komiteju Poljane, leta 1944 pa okrajnemu komiteju SKOJ za Poljane. V komunistično partijo je bil sprejet 20. marca 1944. Istega leta je kot član okrožnega komiteja SKOJ Škofja Loka sodeloval na Pokrajinski konferenci KPS za Gorenjsko in Primorsko v Cerknem. Leta 1945 je bil dodeljen intendantski enoti IX. korpusa za zbiranje sanitetnega materiala in hrane predvsem za bolnico Franjo.
Po osvoboditvi je bil dodeljen Komandi mesta Kranj, vojnemu odseku Okrajnega odbora Škofja Loka in splošnemu sektorju Okraja Škofja Loka. 1. 3. 1947 je bil demobiliziran s statusom prvoborca. Postal je okrajni sekretar SKOJ-a za Škofjo Loko, leta 1948 je delal na komiteju za zadružništvo LRS, leta 1949 kot administrativni delavec v predsedstvu vlade LRS, leta 1950 pa v Svetu za kmetijstvo in gozdarstvo vlade LRS. 
Po poroki decembra 1950 z Doro Kavčič (z njo je imel hčeri Darjo in Viktorijo ter sina Mitja) se je preselil v Žiri in do upokojitve delal v tovarni Alpina. Bil je predsednik ZMS v Žireh, član okrajnega komiteja ZMS in KPS ter član samoupravnih organov v Alpini. Bil je tudi delegat KPS na njenem tretjem kongresu. Aktivno je sodeloval v SZDL, Zvezi vojaških rezervnih starešin in krajevni skupnosti. Bil je tudi večletni komandant TO s činom majorja. Pokopali so ga z vsemi vojaškimi častmi, izkazala mu jih je častna enota iz vojašnice v Bohinjski Beli.

## Večja priznanja
- partizanska spomenica 1941
- orden bratstva i jedinstva 2. red, 1947 (Prezidijum narodne Skupštine FNRJ)
- orden zasluge za narod 2. reda, 1947 (Prezidijum narodne Skupštine FNRJ)
- orden rada sa srebrnim vencem, 1961 (pisarna predsednik FNRJ Josipa Broza Tita)
- priznanje osvobodilne fronte, 1981 (SZDL Žiri)
- spominska značka OF, 1982 (SZDL Škofja Loka)
- priznanje Krajevne skupnosti Žiri